# 佐藤英夫 (俳優)
佐藤 英夫（さとう ひでお、1925年〈大正14年〉11月16日 - 2006年〈平成18年〉11月20日）は、日本の俳優である。東京府出身。

## 来歴・人物
生まれは、東京府豊多摩郡和田堀町（現・東京都杉並区）。幼少期に横浜に移り住み神奈川県立横浜第一中学校から海軍兵学校（75期）に進む。戦後、慶應義塾大学に進学するが、1947年に中退。東京大学文学部フランス語科に入学。大学在学中に民藝や俳優座の養成所に通う。1953年に大学を卒業後、東映東京撮影所に助監督として入社するも1955年には退社して俳優として舞台に立つようになる。
1958年、『バス通り裏』に及川五郎役で出演して人気を得る。
1961年、『七人の刑事』に南刑事役でレギュラー出演。
誠実・温厚で頼りがいのある役柄が多く、橋田壽賀子・石井ふく子関連作品にたびたび起用された。
1966年からは救心のCMに25年間にわたり出演した。
2008年11月22日、朝日新聞朝刊文化欄「観流」の記事「役者・佐藤英夫」（29面）にて、「2年前の11月20日、一人の男優が、静かに彼岸へ旅立った。その死が広く報じられることはなかった。佐藤英夫＝写真。享年81」（石飛徳樹）として、佐藤の死去が報道された。

## 主な出演

### 映画
- 怒りの孤島（1958年2月8日、松竹）
- 豚と軍艦（1961年1月21日、日活）
- 恋をするより得をしろ（1961年7月23日、日活）
- 七人の刑事（1963年1月27日、松竹）
- 七人の刑事 女を探がせ（1963年4月14日、松竹）
- わんわん忠臣蔵（1963年12月21日、東映）：声優 - ゴロ（野良犬の大将）[1]
- 手をつなぐ子ら（1964年3月28日、大映）
- ぼくどうして涙がでるの（1965年10月30日、日活）
- 喜劇 仰げば尊し（1966年10月22日、東宝）
- チャコとケンちゃん（1969年3月18日、東映）
- 二人でひとり（1970年4月18日、東宝）
- 津軽じょんがら節（1973年12月20日、ATG）
- 教室205号（1974年10月5日、共同映画）
- わが道（1974年、近代映画協会）
- 再会（1975年3月15日、松竹）
- あしたの火花（1977年3月26日、共同映画）
- ゴンドラ（1987年10月12日、OMプロダクション）

### テレビドラマ
- バス通り裏（1958年 - 1963年、NHK） - 及川五郎
- 七人の刑事シリーズ（TBS） - 南
  - 旧シリーズ（1961年 - 1969年）
  - 新シリーズ（1978年 - 1979年）
  - 七人の刑事 最後の捜査線（1998年）
- 東芝日曜劇場
  - 女と味噌汁（1965年、TBS） - 桐谷広二 役
  - サッちゃんきれいになったよ（1977年7月17日、TBS） - 米倉医師 役
- ケンちゃんチャコちゃんシリーズ（TBS / 国際放映） - パパ
  - チャコちゃんハーイ!（1965年 - 1966年）
  - チャコねえちゃん（1967年 - 1968年）
  - チャコとケンちゃん（1968年 - 1969年）
- 意地悪ばあさん（1967-1968年、YTV) -波多野平四郎
- フジ三太郎 （1968年 - 1969年、TBS / 国際放映）
- 炎の青春（1969年、NTV / 東宝） - 和田先生
- セブンティーン -17才-（1969年、NET / 東映）- 久美子の父
- プロフェッショナル（1970年、TBS）- 茨木郁夫
- お待ちどおさま（1971年、NET / 東映）- 本木靖男
- おれは男だ! 第16話「家庭科くんフンサーイ!」（1971年、NTV / 松竹）- 野上孝治
- たんぽぽ（1973年 - 1977年、日本テレビ）- ペンキ屋（塗り師）清吉 ※第4シリーズまで出演
- 夜明けの刑事 第5話「猛犬は追いつめる」（1974年、TBS / 大映テレビ）
- パパ愛してる!!（1974年、NET / 東映） - 富士宮隆介
- 俺たちの勲章 第9話「重い拳銃」（1975年、NTV / 東宝） - 丸山刑事
- 刑事くん 第5部  第12話  「乾杯はジュースで」 （1976年、TBS / 東映）
- 白い秘密 (1976年 - 1977年、TBS・松竹） - 宗方健一郎
- 水戸黄門（TBS / C.A.L）
  - 第7部 第25話「母恋し、父（ちゃん）悲し　-高田-」（1976年11月8日） - 高砂屋惣兵衛
  - 第19部 第29話「天下御免の大芝居　-江戸-」（1990年4月16日） - 伊勢屋喜左衛門
  - 第20部
    - 第11話「陰謀渦巻く高松城　-高松-」（1991年1月21日） - 玉井彦右衛門
    - 第45話「娘馬子仇討ち悲願 -福島-」（1991年9月16日） - 彦右衛門

  - 第21部 第32話「世直し旅よ永遠に -江戸-」（1992年11月9日） - 惣兵衛
  - 第22部
    - 第2話「旅のはじめの鬼退治　-佐倉-」（1993年5月24日） - 利兵衛
    - 第29話「世継ぎを狙う毒の罠　-高田-」（1993年11月29日） - 萩原喜兵衛

  - 第23部 第8話「狙われた娘馬子　-善光寺-」（1994年9月19日） - 千曲屋
  - 第25部 第39話「孫が救った献上酒　-会津-」（1997年9月22日） - 華岡屋真左衛門
- ポーラテレビ小説（TBS）
  - 「おゆき」（1977年） - 善兵衛
  - 「発車オーライ」（1981年） - 沢田憲介
- 道（1978〜79年、TBS）
- 鉄道公安官 第5話「駅弁さん、こんにちわ」（1979年、ANB / 東映） - 沢木
- 風の隼人（1979年、NHK） - 仙波八郎太
- 先生は一年生（1981年 - 1982年、NTV） - 東六助
- ビゴーを知っていますか（1982年10月9日、NHK） - 清
- 大河ドラマ（NHK）
  - 徳川家康（1983年） - 関口親永
  - 春日局（1989年） - 有馬晴信
- 意地悪ばあさんスペシャル（1983年 - 1989年、年2回） - 波多野シゲル
- 私鉄沿線97分署 第19話「パフォーマンスだ! 手を上げろ!!」（1985年、ANB / 国際放映）
- 火曜サスペンス劇場 （NTV系）
  - 「松本清張の坂道の家」（1983年2月、松竹） - 刑事
  - 「松本清張スペシャル・わるいやつら」（1985年4月、松竹） - 刑事
  - 「女弁護士高林鮎子6・船岡発普通列車、無縁坂の女」（1989年7月、東映） - 尾形俊文
  - 「過去からの殺人者」（1989年11月、テレパック） - 木元
  - 「完全犯罪研究室」（1990年4月、にっかつ撮影所） - 山城院長
- 木曜ゴールデンドラマ （YTV）
  - 「二人なら生きられる」（1985年12月、円谷プロダクション）
  - 「姑VS嫁 笑って乾杯!」（1985年12月、円谷プロダクション）
- ドラマ女の手記 「定年ともだち・夢のチーズケーキ」（1986年、TX）
- 妻よ妻よ（1987年、TBS）
- 長七郎江戸日記 第2シリーズ 第13話「老兵は死なず」（1988年、NTV / ユニオン映画） - 長谷川勘兵衛
- 裸の大将 （KTV / 東阪企画）
  - 第32話「清の雪ん子ドサン娘物語」（1989年） - 田島
  - 第45話「清の「カラスなぜ啼くの…」」（1990年） - 小坂
- 月曜・女のサスペンス　「死の郵便配達」（1989年9月18日、TX）
- ああ結婚（1990年、TBS）
- 渡る世間は鬼ばかり 第1シリーズ（1990年、TBS）- 小島幸吉 ※第1話 - 第7話まで出演
- さすらい刑事旅情編III 第8話「花嫁の父・狙われた婚約者」（1990年、ANB / 東映）
- 愛の劇場 / ママ! 走れ（1992年9月 - 10月、TBS）
- 大岡越前 第13部 第4話「掏った財布に葵の御紋」（1992年12月7日、TBS / C.A.L） - 若狭屋
- 江戸を斬るVIII 第26話「将軍暗殺の陰謀」（1994年、TBS / C.A.L） - 稲垣主殿頭
- 春よ、来い 第2部（1995年、NHK） - 山本庄助

### その他のテレビ番組
- クイズ面白ゼミナール（NHK総合テレビ）
- 高校生の広場（NHK教育テレビ）
- 遠くへ行きたい（日本テレビ）
- いい旅・夢気分（テレビ東京）

### 吹き替え
- 刑事コロンボ・さらば提督（スワニー）
- マシンガン・パニック（ジェイク・マーティン刑事：ウォルター・マッソー）テレビ朝日系
- おかしな二人（ウォルター・マッソー）
- 弁護士ペリー・メイスン（レイモンド・バー）

### CM
- 救心（救心製薬／1966年から25年間にわたり出演）